# Stay (Fayrayの曲)
「stay」（ステイ）は、2002年5月9日にリリースされたFayrayの12thシングル。発売元はavex trax。

## 特典
- HMV：オリジナルFayrayアロマキャンドル
- 新星堂：オリジナルポスター

## 収録曲
全編曲：春川仁志
1. stay
  - 作詞・作曲：Fayray
2. a song for you
  - 作詞・作曲：レオン・ラッセル

レオン・ラッセルの1970年発表曲のカバー。

## 参加ミュージシャン
stay
- 春川仁志：All Keyboards & Programming
- 佐山雅弘：Acoustic Piano
- 種子田健：Bass
- 阿部義明：Guitar
- 小池ストリングス：Strings
- Fayray：Chorus
- 吉川慶：Strings Arrangement

a song for you
- 春川仁志：All Keyboards & Programming
- 小林信吾：Acoustic Piano
- 高水健司：Bass
- 山本拓夫：Flute
- 堀沢真巳：Violln & Cello
- 阿部義明：Guitar
- Fayray：Chorus

## タイアップ
- カネボウ化粧品「KATE」CMソング（#1）
- テレビ朝日系「Matthew's Best Hit TV」エンディングテーマ（#1）

## テレビ出演
stay
- 2002年5月10日 日本テレビ系「AX MUSIC-TV」